# Vladimir Smirnov (esquiador)
Para otras personas con el mismo nombre, ver Vladimir Smirnov.
Vladimir Smirnov (en kazajo: Владимир Смирнов; Shchuchinsk, URSS, 7 de marzo de 1964) es un deportista kazajo que compitió para la Unión Soviética en esquí de fondo. 
Participó en cuatro Juegos Olímpicos de Invierno, entre los años 1988 y 1998, obteniendo en total siete medallas: tres en Calgary 1988, plata en 30 km y el relevo (junto con Vladimir Sajnov, Mijail Deviatiarov y Alexei Prokurorov) y bronce en 15 km, tres en Lillehammer 1994, oro en 50 km y plata en 10 km y 15 km persecución, y bronce en Nagano 1998, en 15 km persecución.
Ganó once medallas en el Campeonato Mundial de Esquí Nórdico entre los años 1987 y 1995.

## Palmarés internacional
| Representando a la URSS    |                        |                   |                             |
| Juegos Olímpicos           |                        |                   |                             |
| Año                        | Lugar                  | Medalla           | Prueba                      |
| 1988                       | Calgary (Canadá)       | Medalla de plata  | 30 km                       |
| 1988                       | Calgary (Canadá)       | Medalla de plata  | Relevo 4 × 10 km            |
| 1988                       | Calgary (Canadá)       | Medalla de bronce | 15 km                       |
| Campeonato Mundial         |                        |                   |                             |
| Año                        | Lugar                  | Medalla           | Prueba                      |
| 1987                       | Oberstdorf (RFA)       | Medalla de plata  | Relevo 4 × 10 km            |
| 1989                       | Lahti (Finlandia)      | Medalla de oro    | 30 km                       |
| 1991                       | Val di Fiemme (Italia) | Medalla de plata  | 30 km                       |
| 1991                       | Val di Fiemme (Italia) | Medalla de bronce | 15 km                       |
| Representando a Kazajistán |                        |                   |                             |
| Juegos Olímpicos           |                        |                   |                             |
| Año                        | Lugar                  | Medalla           | Prueba                      |
| 1994                       | Lillehammer (Noruega)  | Medalla de oro    | 50 km                       |
| 1994                       | Lillehammer (Noruega)  | Medalla de plata  | 10 km                       |
| 1994                       | Lillehammer (Noruega)  | Medalla de plata  | 15 km persecución           |
| 1998                       | Nagano (Japón)         | Medalla de bronce | 15 km persecución           |
| Campeonato Mundial         |                        |                   |                             |
| Año                        | Lugar                  | Medalla           | Prueba                      |
| 1993                       | Falun (Suecia)         | Medalla de plata  | 10 km                       |
| 1993                       | Falun (Suecia)         | Medalla de plata  | 12,5 km+12,5 km persecución |
| 1993                       | Falun (Suecia)         | Medalla de bronce | 30 km                       |
| 1995                       | Thunder Bay (Canadá)   | Medalla de oro    | 10 km                       |
| 1995                       | Thunder Bay (Canadá)   | Medalla de oro    | 12,5 km+12,5 km persecución |
| 1995                       | Thunder Bay (Canadá)   | Medalla de oro    | 30 km                       |
| 1995                       | Thunder Bay (Canadá)   | Medalla de bronce | 50 km                       |